# Lexicon Topographicum Urbis Romae
Das Lexicon Topographicum Urbis Romae (Abkürzung LTUR) ist ein italienisches Nachschlagewerk zu den Bauten und Denkmälern der antiken Stadt Rom.
Es erschien 1993 bis 2000 in sechs Bänden, herausgegeben von Eva Margareta Steinby im Verlag Quasar in Rom. Die Bände umfassen alle durch schriftliche Quellen, Inschriften oder Ausgrabungen bekannten antiken Bauten und Denkmäler im Stadtgebiet Roms. Das Lexikon ersetzt das 1929 erschienene Lexikon von Samuel Ball Platner und Thomas Ashby.

## Bände
- Bd. 1: A–C. 1993, ISBN 88-7097-019-1 (Digitalisat).
- Bd. 2: D–G. 1995, ISBN 88-7140-073-9 (Digitalisat).
- Bd. 3: H–O. 1996, ISBN 88-7140-096-8 (Digitalisat).
- Bd. 4: P–S. 1999, ISBN 88-7140-135-2 (Digitalisat).
- Bd. 5: T–Z. 2000, ISBN 88-7140-162-X (Digitalisat).
- Bd. 6: Indici, Addenda et corrigenda. 2000, ISBN 88-7140-172-7.

## Supplementbände
Zur Ergänzung des Lexikons erscheinen Supplementbände:
- Supplementum 1: Carta archeologica di Roma
  - Supplementum 1, 1: Maria Antonietta Tomei, Paolo Liverani: Primo quadrante. Quasar, Rom 2005, ISBN 88-7140-273-1.
- Supplementum 2, 1: Filippo Coarelli (Hrsg.): Gli scavi di Roma 1878–1921. Quasar, Rom 2004, ISBN  88-7097-052-3.
- Supplementum 2, 2: Filippo Coarelli (Hrsg.): Gli scavi di Roma 1922–1975. Quasar, Rom 2006, ISBN 88-7140-294-4.
- Supplementum 3: Carlo Pavolini: Archeologia e topografia della regione II (Celio). Un’aggiornamento sessant’anni dopo Colini. Quasar, Rom 2006, ISBN 88-7140-298-7.
- Supplementum 4: Anna Leone, Domenico Palombi, Susan Walker (Hrsg.): Res bene gestae. Ricerche di storia urbana su Roma antica in onore di Eva Margareta Steinby. Qasar, Rom 2007, ISBN 978-88-7140-353-3.
- Supplementum 5: Elisabetta Carnabuci. Regia. Nuovi dati archeologici dagli appunti inediti di Giacomo Boni. Qasar, Rom 2012, ISBN 978-88-7140-499-8.
- Supplementum 7: Robert Coates-Stephens (Hrsg.): Scritti in onore di Lucos Cozza. Qasar, Rom 2014, ISBN   978-88-7140-555-1.

## Lexicon topographicum urbis Romae: Suburbium
Zur Ergänzung erschien von 2001 bis 2008 in fünf Bänden das Lexicon topographicum urbis Romae: Suburbium, herausgegeben von Adriano La Regina sowie Vincenzo Fiocchi Nicolai, Maria Grazia Granino und Zacaria Mari. Dieses umfasst rund 1500 Bauten und Denkmäler im suburbium des antiken Roms.
- Bd. 1: A–B. 2001, ISBN 88-7097-044-2.
- Bd. 2: C–F. 2004, ISBN 88-7097-051-5.
- Bd. 3: G–L. 2005, ISBN 88-7140-286-3.
- Bd. 4: M–Q. 2006, ISBN 88-7140-316-9.
- Bd. 5: S–Z. 2008, ISBN 978-88-7140-376-2.